# Marvin Smitty Smith
Marvin „Smitty“ Smith, eigentlich Marvin O. Smith Junior (* 24. Juni 1961 in Waukegan, Illinois), ist ein US-amerikanischer Jazzschlagzeuger.

## Leben und Wirken
Marvin Smith Junior ist der Sohn des Schlagzeugers Marvin Smith Senior und begann schon im Alter von drei Jahren, mit dem Schlagzeug zu spielen. Er hatte ersten Unterricht bei seinem Vater, der ihn im Alter von acht Jahren bereits mit zu Sessions nahm. Mit 14 Jahre absolvierte er seine erste eigene Tournee mit einer Funkband. Zwischen 1979 und 1981 studierte er am Berklee College of Music. In dieser Zeit spielte er bei Jon Hendricks. Anschließend zog er nach New York City. Dort spielte er regelmäßig mit dem Quintett von Dave Holland, weiterhin in den Bands von so unterschiedlichen Musikern wie Hank Jones, Frank Wess, Roland Hanna, der Mingus Dynasty, Sting,  David Murray, Sheila Jordan, Sonny Rollins, Steve Coleman, Cassandra Wilson oder Wynton Marsalis. Daneben präsentierte Smith eigene Gruppen, etwa auf den Alben „Keeper of the Drums“ (1987) oder „Carryin’ On“ (1993).
Kevin Eubanks holte ihn 1995 in die Band der populären Fernsehshow Tonight Show.